# Novembre 1852

## Événements
- En Éthiopie, Cassa établi à Gondar, vainc et tue Ras Gochou, du Godjam, près de Gorgora. La victoire de Cassa met définitivement un terme au pouvoir des Galla en Éthiopie.

- 2 novembre : le démocrate Franklin Pierce est élu président des États-Unis. Les whigs et les Free Soilers sont affaiblis, tandis que le parti nativiste, anticatholique et xénophobe, progresse.

- 4 novembre : Camillo Cavour devient président du Conseil du Piémont-Sardaigne. Il aspire à l’unité, et sait qu’elle ne se fera pas sans guerre. Il veut y préparer le Piémont moralement, politiquement, économiquement et diplomatiquement. Il s’attache à affermir le pouvoir du roi face à l’Église et à développer l’économie du Piémont. Il fait appel à des capitaux étrangers, français (banque Rothschild) et britanniques (Barings et Hambros).

- 6 novembre, France : décret portant autorisation de la Compagnie des chemins de fer du Midi et du Canal latéral à la Garonne.

- 7 novembre : rétablissement de l'Empire en France, par sénatus-consulte (fin en 1870).

- 10 novembre, Canada : constitution du Grand Trunk Railway.

- 11 novembre : inauguration du nouveau palais de Westminster.

- 14 novembre (Irlande) : à l’issue des élections générales du Royaume-Uni, les associations de métayers envoient une quarantaine de députés, tant en Irlande que dans le reste de l’Ulster.

- 18 novembre :
  - Ouverture rue de Sèvres du premier grand magasin de Paris, « Le Bon Marché » fondé par Aristide Boucicaut.
  - France : décret approuvant les modifications des statuts de la Compagnie du chemin de fer de Lyon à Avignon qui prend la dénomination de Compagnie du chemin de fer de Lyon à la Méditerranée.

- 21 novembre : plébiscite approuvant le rétablissement de l'Empire (7 824 189 voix contre 253 145).

## Naissances
- 3 novembre : Meiji (empereur du Japon) († 1912).

## Décès
- 10 novembre : Gideon Mantell, obstétricien, géologue et paléontologue britannique
- 14 novembre : Pavel Fedotov, peintre et dessinateur russe (° 22 juin 1815).
- 20 novembre : Jean Théodore Susemihl, peintre et lithographe allemand (° 1772).
- 27 novembre : Ada Lovelace, pionnière britannique de l'informatique ( °10 décembre 1815).
- 28 novembre : Ludger Duvernay, imprimeur bas-canadien (° 22 janvier 1799).